# Palo Verde (California)
Palo Verde es un lugar designado por el censo ubicado en el condado de Imperial en el estado estadounidense de California. En el año 2000 tenía una población de 236 habitantes y una densidad poblacional de 157,3 personas por km². Es considerada como una de las localidades más pobres del estado.

## Geografía
Palo Verde se encuentra ubicado en las coordenadas 33°25′58″N 114°43′56″O / 33.43278, -114.73222 en los límites entre los condados de Imperial y Riverside. Según la Oficina del Censo, la ciudad tiene un área total de 1,5 km² (0,6 mi²), de la cual 1,5 km² (0,6 mi²) es tierra y 0 km² (0 mi²) (0%) es agua.

## Demografía
Según la Oficina del Censo en 2000 los ingresos medios por hogar en la localidad eran de 12 772 $, y los ingresos medios por familia eran 14 333. Los varones tenían unos ingresos medios de 13 281 dólares frente a los 9 792 para las mujeres. La renta per cápita de la localidad era de 7 275 dólares. Alrededor del 47,3% de la población estaba por debajo del umbral de pobreza.